# Erlachgasse
Die Erlachgasse ist eine Straße im 10. Wiener Gemeindebezirk, Favoriten. Sie wurde 1875 nach dem österreichischen Barockbaumeister Johann Bernhard Fischer von Erlach benannt.

## Lage und Charakteristik

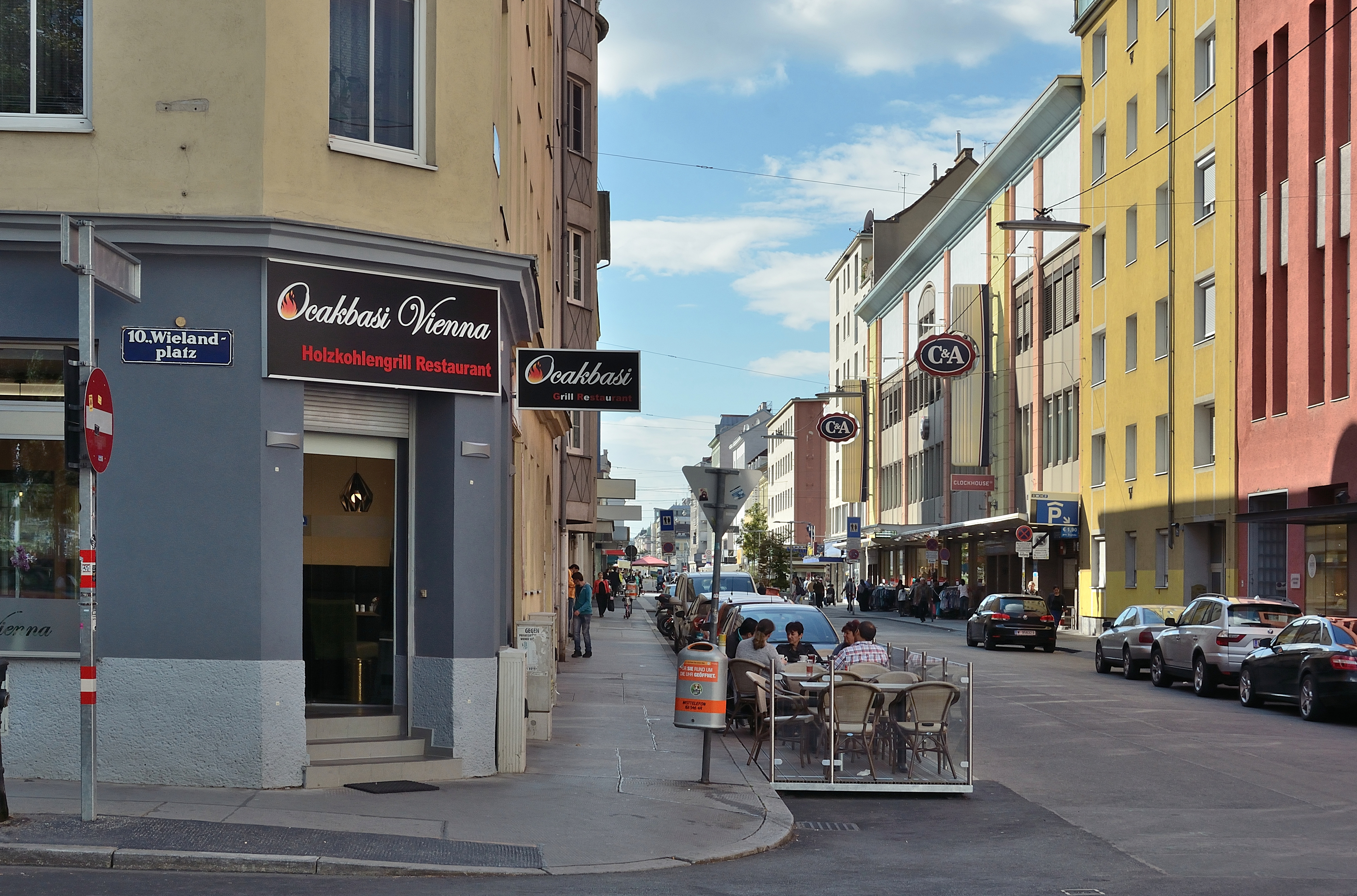
Die Erlachgasse vom Wielandplatz nach Westen

Die Erlachgasse ist eine lange Quergasse (an die 140 Hausnummern) im Norden Favoritens, die sich von der Kempelengasse im Osten bis zur Fernkorngasse im Westen erstreckt. Sie wird als Einbahn geführt und ist am Beginn (nach der Durchquerung des Kreta-Viertels) zwischen Absberggasse und Laimäckergasse durch einen Platz mit Sportanlagen rund um den Wasserbehälter Laaerberg der I. Wiener Hochquellenleitung unterbrochen. In ihrem Lauf berührt sie die Grünanlagen des Mundyparks, den Wielandpark und den Erlachpark. Der Viktor-Adler-Platz mit seinem Markt unterbricht die Erlachgasse. Nach der Querung der Laxenburger Straße verläuft die Erlachgasse mitten durch die Straßenbahnremise des Betriebsbahnhofes Favoriten. Die Bebauung an der Gasse besteht hauptsächlich aus Wohnhäusern vom Ende des 19. Jahrhunderts bis zur Gegenwart, einigen wenigen Gewerbebetrieben und Lokalen. Öffentliche Verkehrsmittel verkehren direkt in der Erlachgasse keine, sind allerdings stets in unmittelbarer Nähe anzutreffen.

## Bau- und Kunstwerke

### Nr. 11: Relief Ziege mit Zicklein
An dieser Wohnhausanlage aus der Nachkriegszeit befindet sich ein Steinzeugrelief Ziege mit Zicklein aus dem Jahr 1953 von Georg Ehrlich.

### Nr. 53–57: Städtische Wohnhausanlage
Nach der kleinen Parkanlage des Mundyparks zwischen Erlachgasse, Steudelgasse und Mundygasse liegt eine städtische Wohnhausanlage, 1938 erbaut von Franz Wiesmann, mit zwei Plastiken an den beiden Hausecken zum Park, Dudelsackpfeifer und Flötenbläser (1954) von Theodor Igler. Sie steht unter Denkmalschutz.

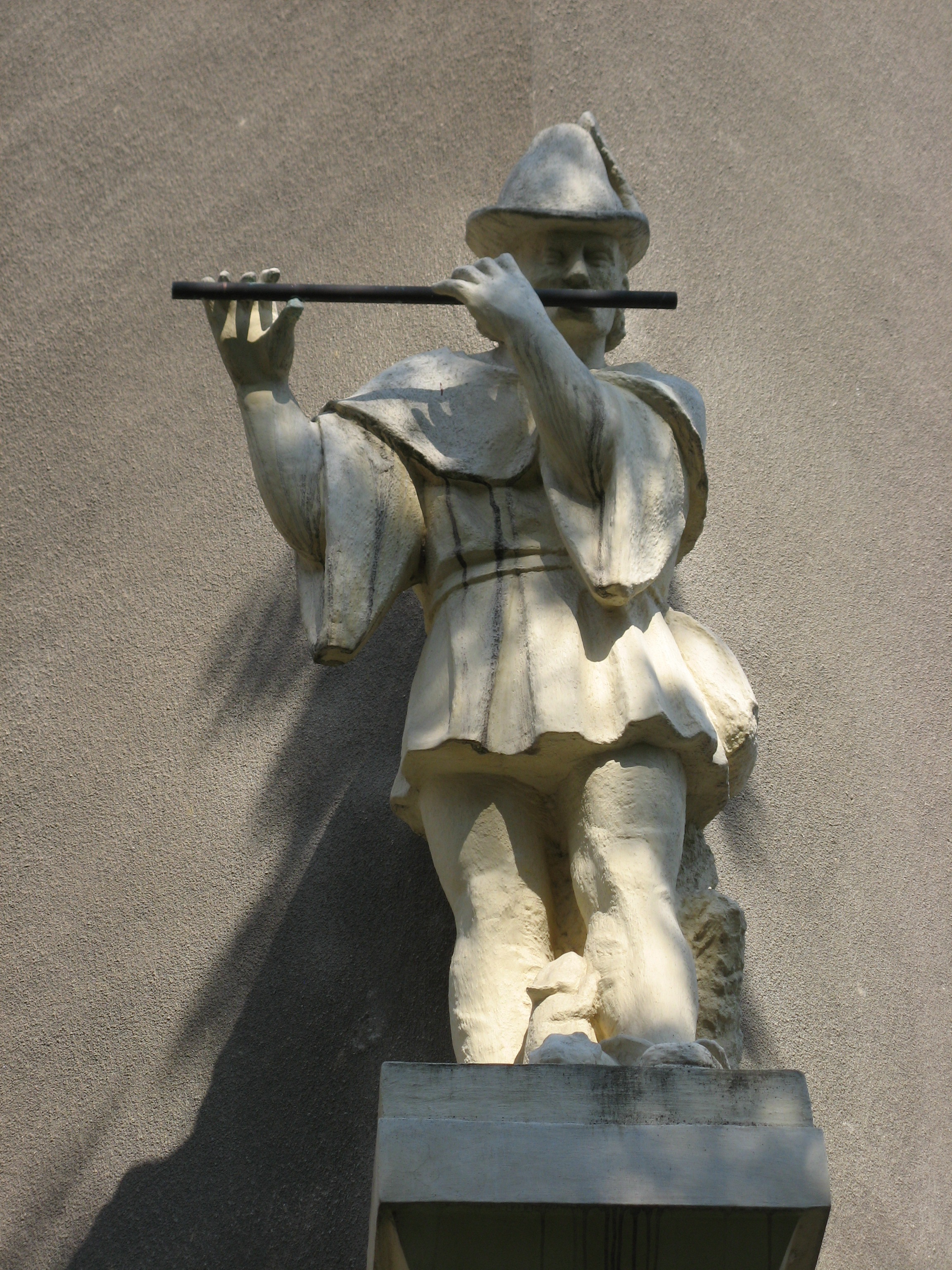
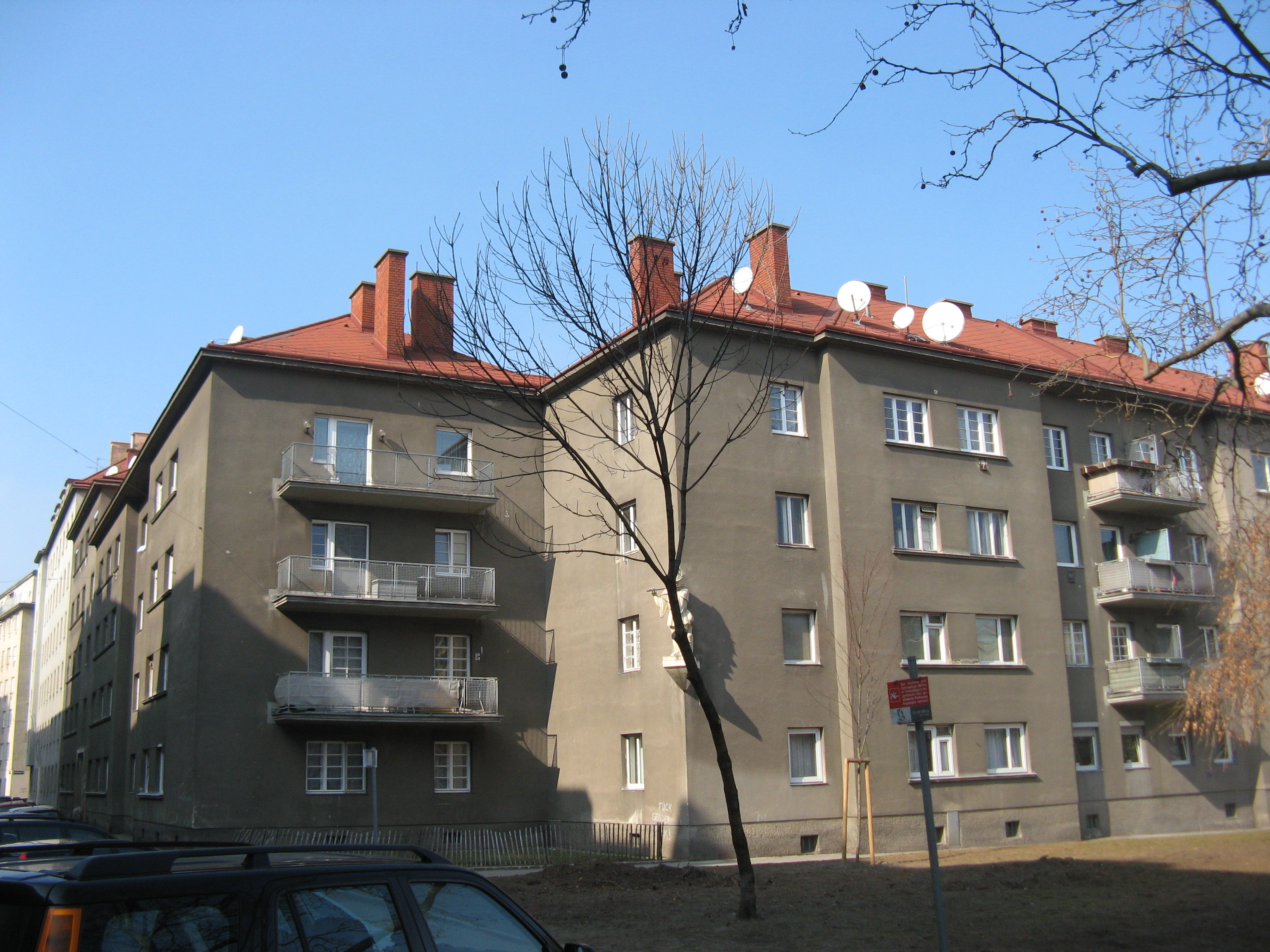
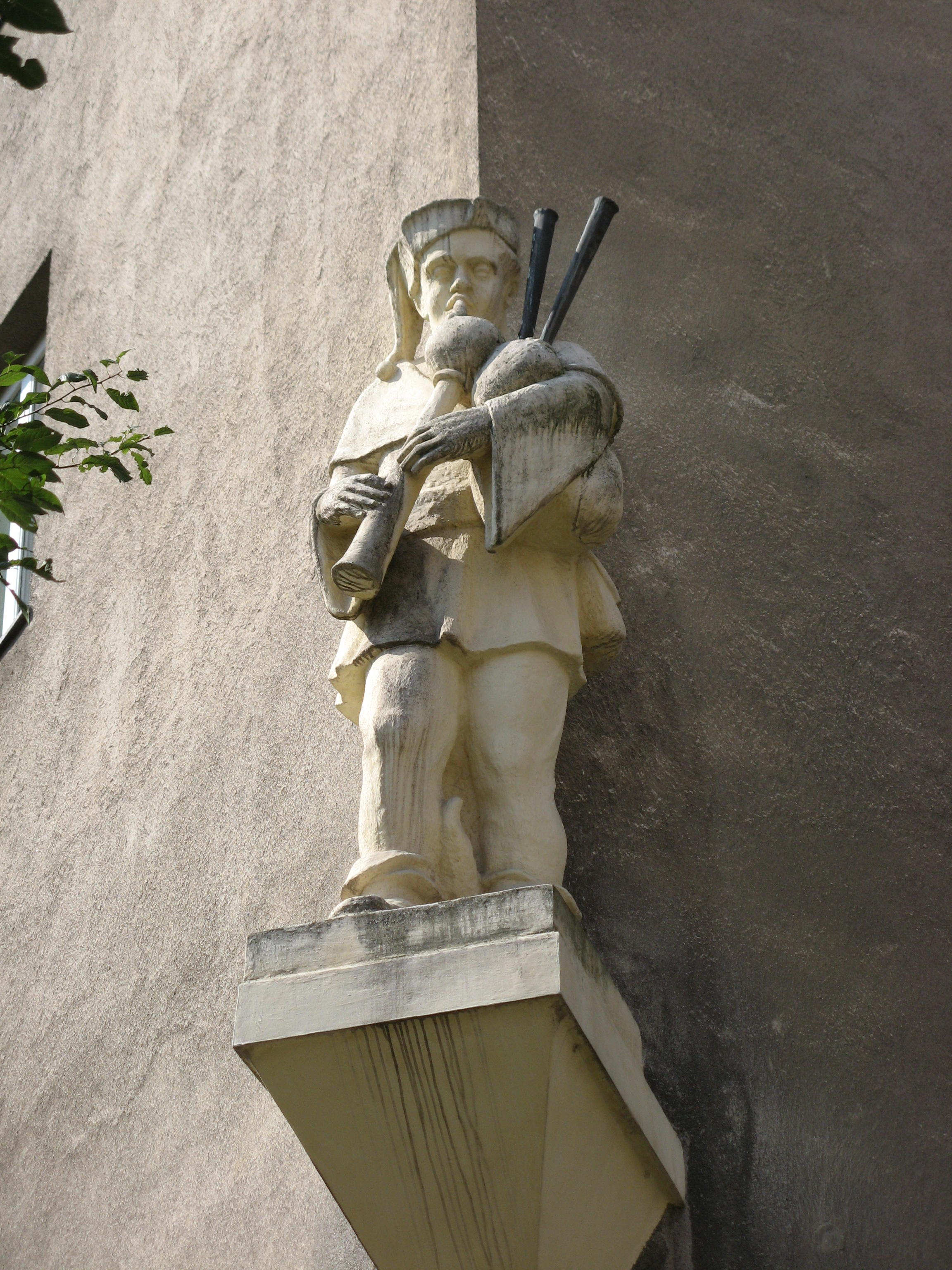

### Nr. 63: Relief Fischer von Erlach
Das Haus besitzt ein Relief von Franz Barwig dem Jüngeren, das den Namensgeber der Erlachgasse, den Architekten Johann Bernhard Fischer von Erlach mit seinen beiden berühmtesten Bauwerken, der Wiener Karlskirche und dem Schloss Schönbrunn, zeigt.

### Nr. 87: Relief Mutter mit Kindern
Dieses Haus beherbergt die Bezirksparteiorganisation der Favoritner ÖVP und weist über dem Eingang ein nicht näher gekennzeichnetes Relief einer Mutter mit Kindern auf.

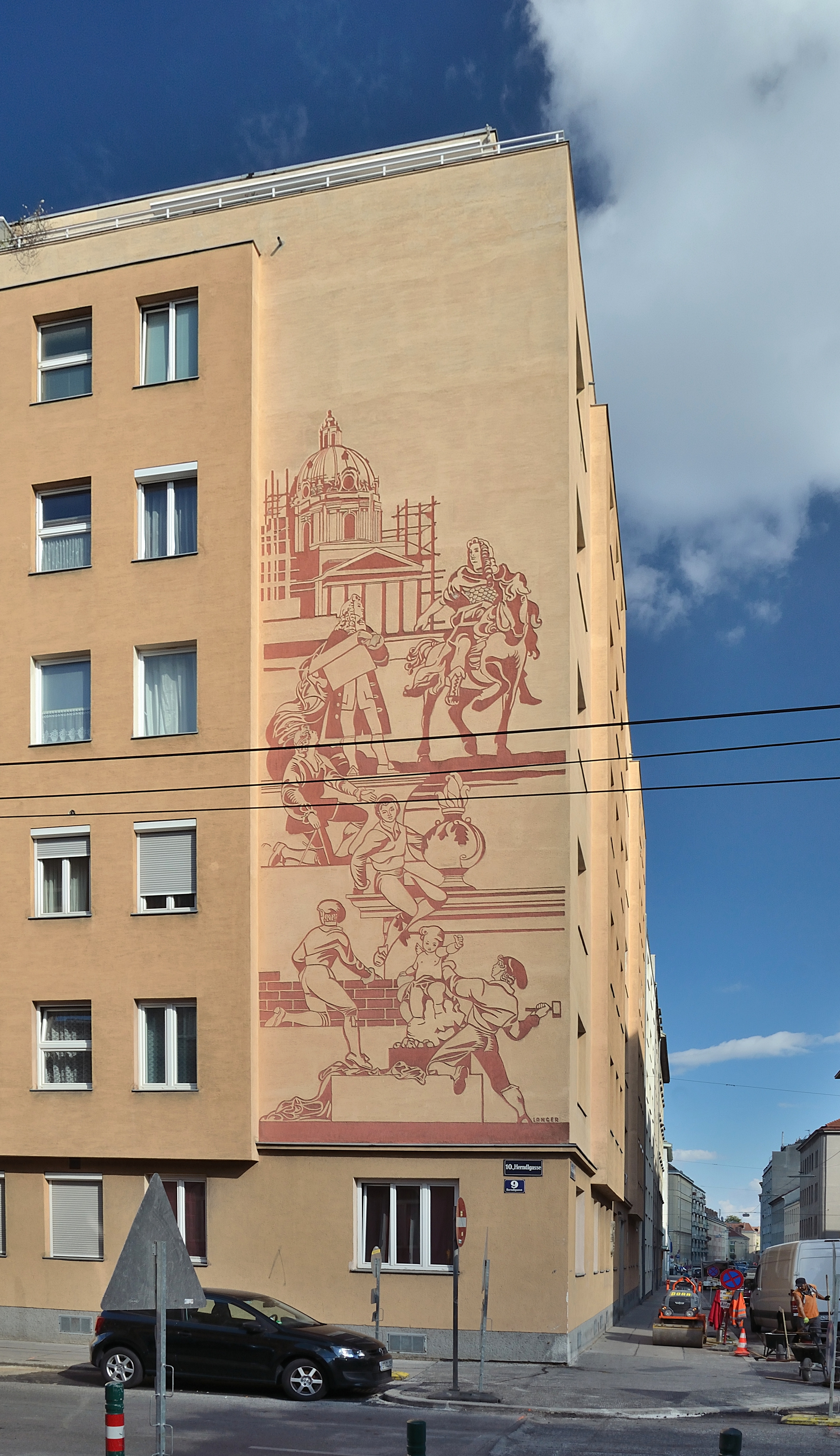
Sgraffito Fischer von Erlach, Erlachgasse 88

### Nr. 88: Sgraffito Fischer von Erlach
Das monumentale Sgraffito am Haus Ecke Erlachgasse und Herndlgasse bezieht sich ebenfalls auf den Namensgeber der Erlachgasse, den Architekten Johann Bernhard Fischer von Erlach. Es zeigt ihn beim Bau der Karlskirche und ist mit Langer signiert.

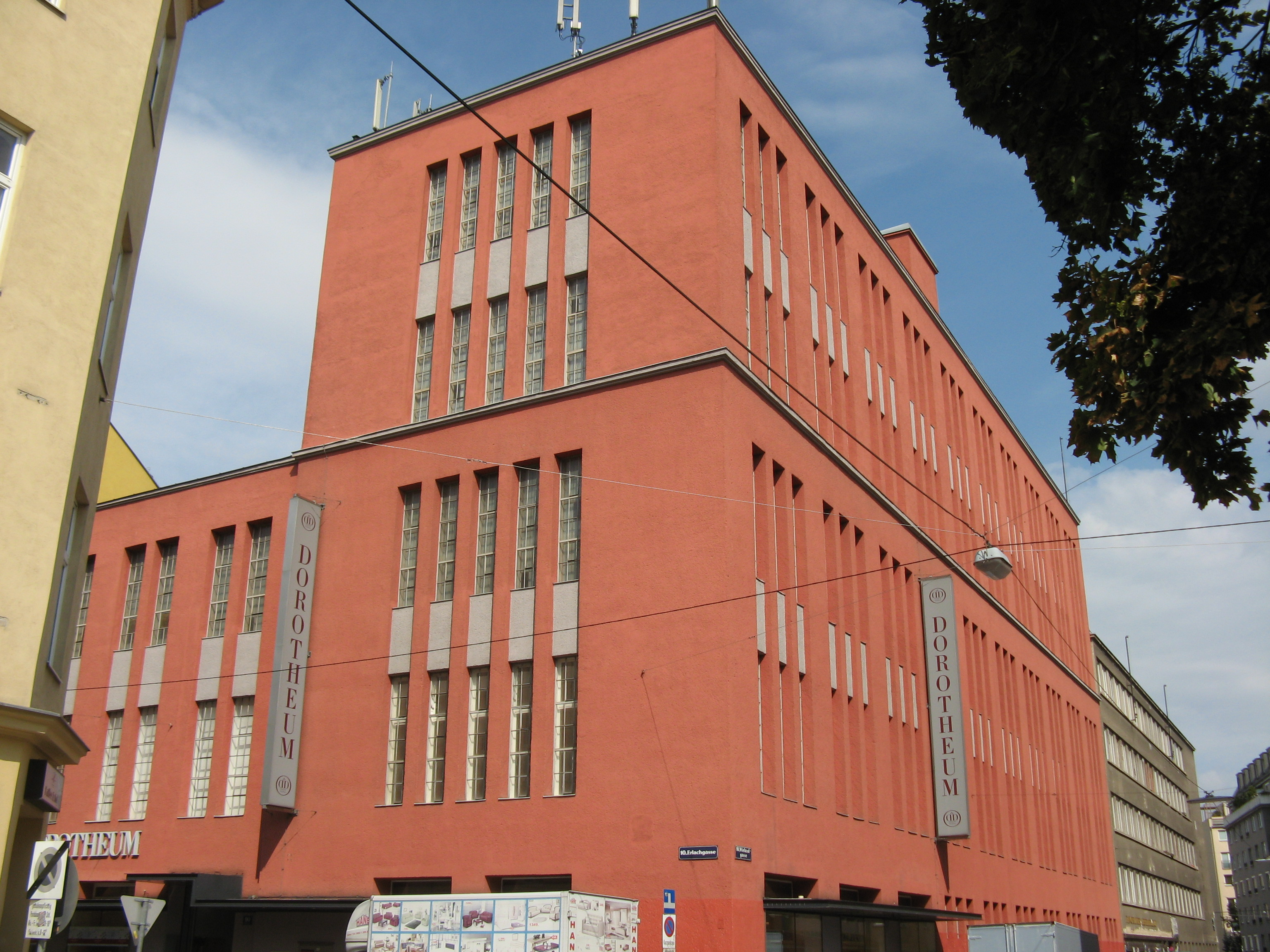
Dorotheum, Erlachgasse 90

### Nr. 90: Dorotheum
Dieses interessante Bauwerk, das eine Filiale des Dorotheums beherbergt, wurde 1928/29 nach Plänen des Architekten Michael Rosenauer errichtet. Der kubisch-blockhafte Stahlbetonbau befindet sich an der Ecke zur Wielandgasse (mit der eigentlichen Hauptfront) und ist klar durch schlitzartig eingetiefte Fenstergruppen gegliedert. Im ersten Stock befindet sich ein repräsentativer Versteigerungssaal. Das Gebäude steht unter Denkmalschutz.

### Nr. 95: Zinshaus
Bei diesem Gebäude handelt es sich um ein besonders repräsentatives Zinshaus aus dem Jahr 1902. Es besitzt reichen Reliefdekor im Stile des Neomanierismus-Neobarock. Hier befindet sich die Männerberatung, ein spezielles Therapieangebot für Männer mit Beziehungs-, Gewalt- und allen anderen Formen von Problemen.

### Betriebsbahnhof Favoriten
Zwischen der Laxenburger Straße und der Leebgasse führt die Straße am Betriebsbahnhof Favoriten vorbei und ein Stück durch ihn hindurch. Eine Wagenhalle im Sichtziegelstil ist zur Erlachgasse hin gerichtet, eine weitere an der ungeraden Seite steht unter Denkmalschutz.

### Nr. 117: Ehemalige Armaturenfabrik

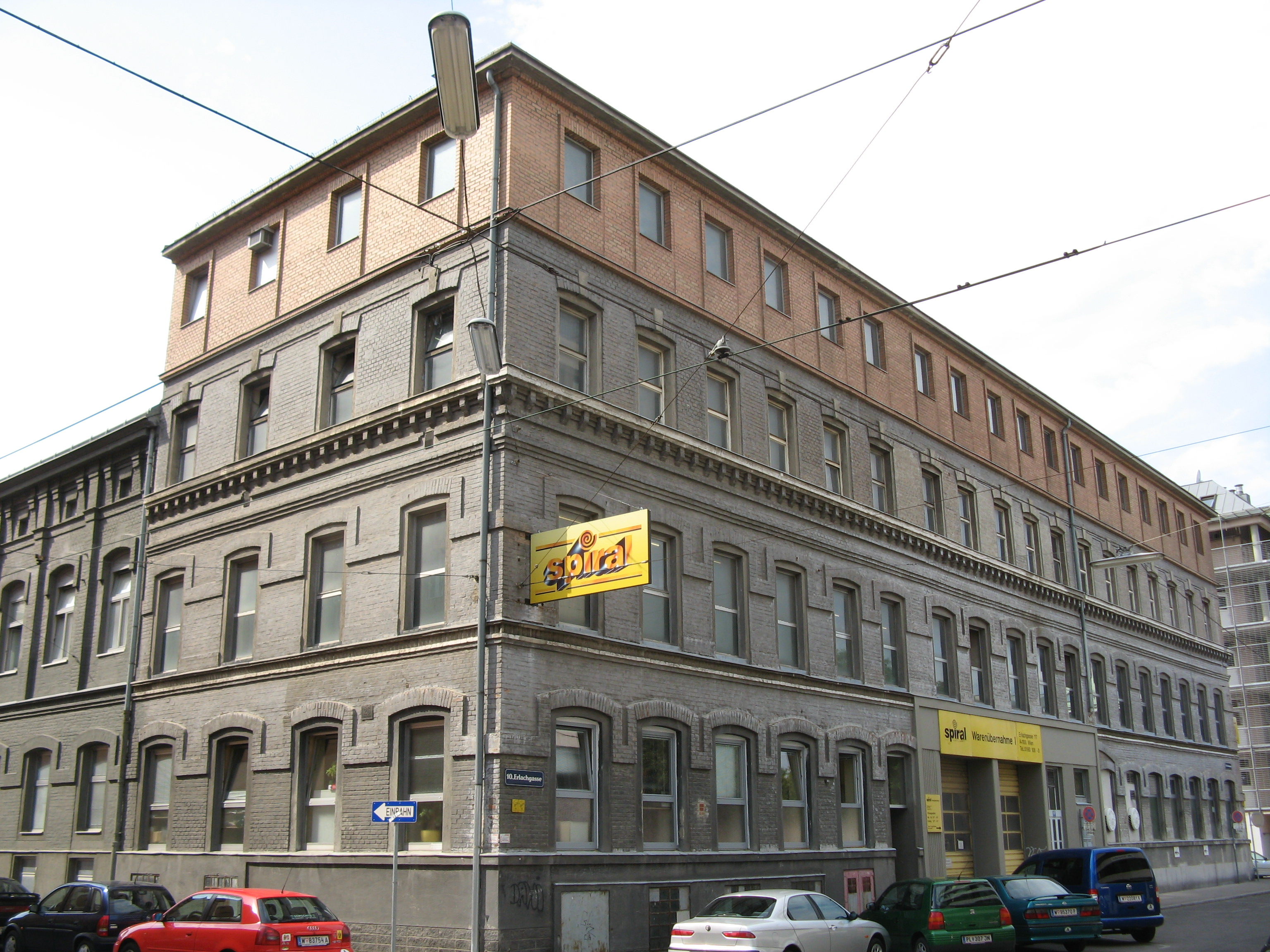
Erlachgasse 117

Der ganze Häuserblock zwischen Leebgasse und Van-der-Nüll-Gasse war eine ehemalige Armaturen- und Maschinenfabrik. Das Gebäude aus dem Ende des 19. Jahrhunderts ist in Sichtziegelbauweise errichtet. Solche Fabriksgebäude, die sehr häufig in Favoriten anzutreffen waren, sind heute nur mehr wenige erhalten.